# Lepidoscia confluens
Lepidoscia confluens is een vlinder uit de familie van de zakjesdragers (Psychidae). De wetenschappelijke naam van deze soort is voor het eerst voorgesteld als Narycia confluens door Alfred Jefferis Turner in een publicatie uit 1939.
De soort komt voor in Australië (Tasmanië).